# Eulasiopalpus niveus
Eulasiopalpus niveus är en tvåvingeart som beskrevs av Townsend 1914. Eulasiopalpus niveus ingår i släktet Eulasiopalpus och familjen parasitflugor.
Artens utbredningsområde är Peru. Inga underarter finns listade i Catalogue of Life.